# 东海岸嘻哈
東岸嘻哈（英語：East Coast hip-hop）是嘻哈音乐的区域性分支，缘起于20世纪70年代的美国纽约市。東岸嘻哈被认为是嘻哈乐的最早及最初形式。在同来自美国其他区域的艺术家的音乐风格交融后，此类型音乐最终成型。與之相對應的西岸嘻哈則以加州的洛杉矶與舊金山為主。

## 音乐类型
同旧学派嘻哈中运用的简单韵律模式不同，東岸嘻哈更注重歌词的灵巧性。它的特点还包括多音节的韵律、复杂的双关语、不间断的演唱技巧以及艰深的隐喻。尽管東岸嘻哈没有一个统一的声音或标准形式，但它总体上倾向于使用强烈的节拍以及声音的采样拼接。该音乐形式强烈而激荡的节拍受到EPMD和全民公敵組合的推崇，而以艾瑞克·B & 瑞柯姆、Boogie Down Productions、凯勒老爹以及斯里克·瑞克为代表的歌手则更加注重歌词技巧。在東岸嘻哈发展历史上，歌词的主题从全民公敵組合、探索一族合唱团的抒情性内容到以瑞空、饶舌酷基等说唱歌手为代表的犯罪说唱（Mafioso rap）。

## 历史

### 東岸的嘻哈危机（20世纪70年代到80年纪）
東岸嘻哈时常用来指称纽约的饶舌乐，因为他最初兴起并发展于20世纪70年代纽约的街头聚会。根据Allmusic所述，“在嘻哈时代的最初时期，所有的饶舌乐都是東岸饶舌”。该音乐形式的早期艺术家，包括DJ库尔·赫克、闪耀大师、非洲邦巴塔、the Sugarhill Gang、柯蒂斯·布洛、詹姆·马斯特·杰伊（Jam Master Jay）、Run-D.M.C.，在嘻哈发展过程中引领東岸嘻哈风潮。随着该流派的发展，借由東岸艺人的努力，歌词主题开始演化，例如由非洲邦巴塔制作的《Native Tongues》，收集了主题积极、以非洲为中心的嘻哈艺人作品。发迹于纽约的说唱团体，如德拉魂、探索一族合唱团和丛林兄弟因其音乐折衷主义而获得认可。

### 東岸复兴（最早从20世纪90年代开始）
尽管東岸嘻哈在20世纪80年代处于统治地位，N.W.A的首张录音棚专辑《Straight Outta Compton》展现了日益强大的西海岸嘻哈之声，此种音乐形式更多的展现真实的、街头的话题。1992年，德瑞博士的匪帮放克乐（Gangsta-Funk）专辑《The Chronic》将西海岸嘻哈乐介绍给主流音乐界。除了保有其最初作为派对音乐的功能外，西海岸说唱形式在90年代初风行一时。尽管匪帮放克乐在此时大行其道，東岸嘻哈仍然在音乐界占据着不可或缺的地位。90年代早期和中期，数名纽约市的地下饶舌歌手开始发布专辑，引起业界注意。《Stylus杂志》的音乐专栏作家大卫·德瑞克（David Drake）在写道1994年的嘻哈及其贡献时，是这样说的：
|               | 节拍十分热辣，韵律也十分热辣 - 这真是嘻哈音乐和整个音乐界令人惊讶的时代。对于東岸音乐来说，这是关键的时间点，此时在纽约地区的饶舌艺人发布了大量令人激动万分的作品 - 如Digable Planets、斯塔帮、皮特·洛克、Jeru、O.C.、双人组合Organized Konfusion - 我想说的是，这是充满重要音乐的一年。 |
| ——大卫·德瑞克 | |

纳斯的首张专辑《Illmatic》被认为是東岸嘻哈音乐的一个至高点。《Stylus杂志》的加布·格洛登（Gabe Gloden）后来写道，“从我在中西部的观察，当时市场被西海岸嘻哈统治了，这些专辑并没有对西海岸音乐的销量产生损害，但随着时间发展，这些专辑最终成为每个人家中的藏品。”